# Otto e mezzo (programma televisivo)
Otto e mezzo è un programma televisivo di approfondimento giornalistico in onda su LA7 dal 18 marzo 2002 nella fascia access prime time.

## Storia
Otto e mezzo nacque come evoluzione del programma televisivo Diario di guerra, trasmesso in seconda serata su LA7 dall'8 ottobre 2001, all'indomani dei bombardamenti statunitensi sull'Afghanistan e in pieno della discussione sulla presunta lotta tra Oriente e Occidente, al 15 marzo 2002 e condotto da Paolo Argentini (con Giuliano Ferrara e Gad Lerner).
Otto e mezzo si propone come un approfondimento su politica e società. In ogni puntata, agli ospiti vengono sottoposte diverse domande su argomenti di attualità, di cultura, di economia, di etica e sulle principali notizie del giorno.
Fino al termine della stagione 2007-2008, il format proponeva due conduttori entrambi dichiaratamente schierati: Giuliano Ferrara ha incarnato nella trasmissione fin dalla fondazione l'uomo del centro-destra, quale collaboratore di Silvio Berlusconi e direttore de Il Foglio; è cambiato molte volte invece il conduttore "rappresentante" del centro-sinistra, nel cui ruolo si sono succeduti Gad Lerner, Luca Sofri, Barbara Palombelli e Ritanna Armeni, quest'ultima co-conduttrice con Ferrara per maggior tempo, dal settembre 2004 al febbraio 2008. Lanfranco Pace, noto ai più per Il Punto, scheda introduttiva all'argomento del giorno trasmessa internamente alla trasmissione, passò alla co-conduzione con Armeni al momento dell'abbandono di Ferrara.

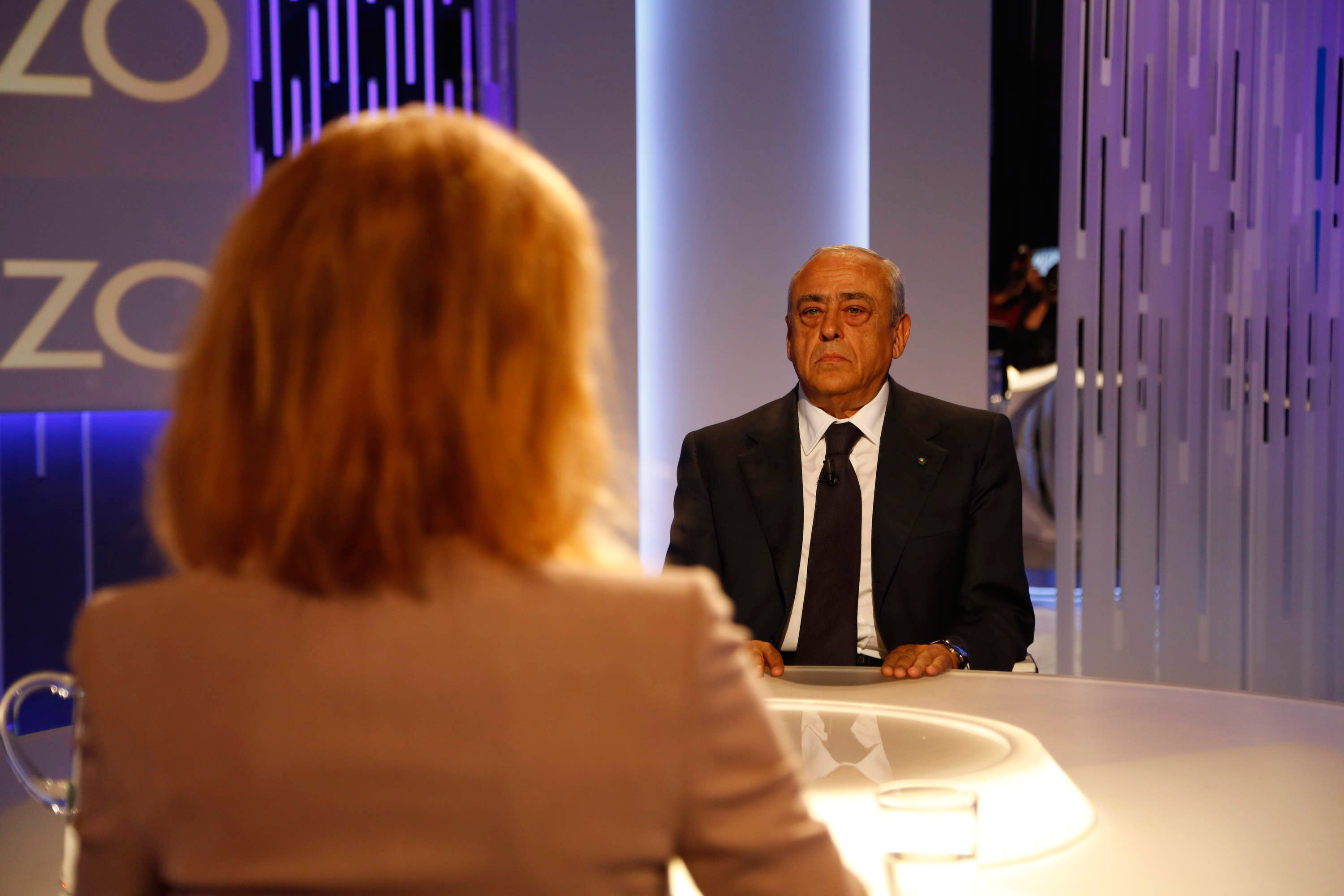
Una puntata di Otto e mezzo con Francesco Gaetano Caltagirone ospite di Lilli Gruber

Dal 2008 conduce Lilli Gruber, co-autrice con Paolo Pagliaro, tornando a fare la giornalista dopo un mandato al Parlamento europeo, per una stagione con Federico Guiglia, nelle successive da sola. Con l'arrivo della Gruber, il format vira verso l'intervista classica con gli ospiti in studio o in collegamento.
Dal 2008 la sigla della trasmissione è Rebellion (Lies) degli Arcade Fire.
Nel 2012 Otto e mezzo è uno dei pochi programmi televisivi di LA7 a non venire cancellato dall'amministratore delegato Marco Ghigliani.
Dal 22 aprile 2013 Otto e mezzo si scontra con l'edizione quotidiana di Quinta Colonna su Rete 4. Il programma riesce a battere costantemente la trasmissione di Paolo Del Debbio, che il 6 dicembre 2013 abbandona la fascia dell'access prime time.
Da settembre 2013 il programma va in onda anche il sabato, con il titolo Otto e mezzo Sabato.
Dal 22 settembre 2014, a causa dei problemi di salute di Gruber, la conduzione passa momentaneamente in mano a Giovanni Floris. Gruber torna a condurre il programma il 27 ottobre 2014. Floris sostituisce Gruber anche in alcune puntate della diciottesima e della ventunesima edizione.
A partire dal 10 marzo 2020, La7 pubblica le puntate di Otto e mezzo in formato podcast sul proprio sito web e sulle principali piattaforme di streaming audio.
Dall'edizione 2021-2022 la trasmissione viene trasmessa dal lunedì al venerdì perdendo così l'appuntamento del sabato che viene occupato invece da In onda.
L'edizione 2022/2023 va in onda su La7 a partire da lunedì 5 settembre 2022, in anticipo di una settimana in vista delle elezioni politiche del 25 settembre.
L'edizione 2023/2024 va in onda in access prime time da lunedì 11 settembre.

## Edizioni
| Ed. | Stagione televisiva | Prima puntata     | Ultima puntata | Programmazione        | Conduzione                | Conduzione                      | Il Punto       | Regia               |
| --- | ------------------- | ----------------- | -------------- | --------------------- | ------------------------- | ------------------------------- | -------------- | ------------------- |
| 1ª  | 2002                | 18 marzo 2002     | 30 maggio 2002 | dal lunedì al venerdì | Andrea Molino             | Andrea Molino                   | –              | Massimo Manni       |
| 1ª  | 2002                | 18 marzo 2002     | 30 maggio 2002 | dal lunedì al venerdì | Gad Lerner                | Giuliano Ferrara                | –              | Massimo Manni       |
| 2ª  | 2002-2003           | 23 settembre 2002 | 30 maggio 2003 | dal lunedì al venerdì | Luca Sofri                | Giuliano Ferrara                | Lanfranco Pace | Massimo Manni       |
| 3ª  | 2003-2004           | 22 settembre 2003 | 28 maggio 2004 | dal lunedì al venerdì | Barbara Palombelli        | Giuliano Ferrara                | Lanfranco Pace | Massimo Manni       |
| 4ª  | 2004-2005           | 20 settembre 2004 | 27 maggio 2005 | dal lunedì al venerdì | Ritanna Armeni            | Giuliano Ferrara                | Lanfranco Pace | Massimo Manni       |
| 5ª  | 2005-2006           | 20 settembre 2005 | 26 maggio 2006 | dal lunedì al venerdì | Gad Lerner Ritanna Armeni | Giuliano Ferrara                | Lanfranco Pace | Massimo Manni       |
| 6ª  | 2006-2007           | 26 settembre 2006 | 25 maggio 2007 | dal lunedì al venerdì | Ritanna Armeni            | Giuliano Ferrara                | Lanfranco Pace | Massimo Manni       |
| 7ª  | 2007-2008           | 24 settembre 2007 | 1º giugno 2008 | dal lunedì al venerdì | Ritanna Armeni            | Giuliano Ferrara Lanfranco Pace | Lanfranco Pace | Massimo Manni       |
| 8ª  | 2008-2009           | 22 settembre 2008 | 29 maggio 2009 | dal lunedì al venerdì | Lilli Gruber              | Federico Guiglia                | Paolo Pagliaro | Massimo Manni       |
| 9ª  | 2009-2010           | 21 settembre 2009 | 28 maggio 2010 | dal lunedì al venerdì | Lilli Gruber              | Lilli Gruber                    | Paolo Pagliaro | Massimo Manni       |
| 10ª | 2010-2011           | 13 settembre 2010 | 1º luglio 2011 | dal lunedì al venerdì | Lilli Gruber              | Lilli Gruber                    | Paolo Pagliaro | Fabio Ballini       |
| 11ª | 2011-2012           | 12 settembre 2011 | 29 giugno 2012 | dal lunedì al venerdì | Lilli Gruber              | Lilli Gruber                    | Paolo Pagliaro | Fabio Ballini       |
| 12ª | 2012-2013           | 10 settembre 2012 | 28 giugno 2013 | dal lunedì al venerdì | Lilli Gruber              | Lilli Gruber                    | Paolo Pagliaro | Fabio Ballini       |
| 13ª | 2013-2014           | 9 settembre 2013  | 28 giugno 2014 | dal lunedì al sabato  | Lilli Gruber              | Lilli Gruber                    | Paolo Pagliaro | Fabio Ballini       |
| 14ª | 2014-2015           | 8 settembre 2014  | 27 giugno 2015 | dal lunedì al sabato  | Lilli Gruber              | Lilli Gruber                    | Paolo Pagliaro | Fabio Ballini       |
| 15ª | 2015-2016           | 7 settembre 2015  | 25 giugno 2016 | dal lunedì al sabato  | Lilli Gruber              | Lilli Gruber                    | Paolo Pagliaro | Massimiliano Moccia |
| 16ª | 2016-2017           | 12 settembre 2016 | 1º luglio 2017 | dal lunedì al sabato  | Lilli Gruber              | Lilli Gruber                    | Paolo Pagliaro | Massimiliano Moccia |
| 17ª | 2017-2018           | 11 settembre 2017 | 30 giugno 2018 | dal lunedì al sabato  | Lilli Gruber              | Lilli Gruber                    | Paolo Pagliaro | Massimiliano Moccia |
| 18ª | 2018-2019           | 10 settembre 2018 | 29 giugno 2019 | dal lunedì al sabato  | Lilli Gruber              | Lilli Gruber                    | Paolo Pagliaro | Massimiliano Moccia |
| 19ª | 2019-2020           | 9 settembre 2019  | 27 giugno 2020 | dal lunedì al sabato  | Lilli Gruber              | Lilli Gruber                    | Paolo Pagliaro | Luciano Fontana     |
| 20ª | 2020-2021           | 7 settembre 2020  | 25 giugno 2021 | dal lunedì al sabato  | Lilli Gruber              | Lilli Gruber                    | Paolo Pagliaro | Luciano Fontana     |
| 21ª | 2021-2022           | 13 settembre 2021 | 1º luglio 2022 | dal lunedì al venerdì | Lilli Gruber              | Lilli Gruber                    | Paolo Pagliaro | Luciano Fontana     |
| 22ª | 2022-2023           | 5 settembre 2022  | 30 giugno 2023 | dal lunedì al venerdì | Lilli Gruber              | Lilli Gruber                    | Paolo Pagliaro | Luciano Fontana     |
| 23ª | 2023-2024           | 11 settembre 2023 | 28 giugno 2024 | dal lunedì al venerdì | Lilli Gruber              | Lilli Gruber                    | Paolo Pagliaro | Luciano Fontana     |
| 24ª | 2024-2025           | 10 settembre 2024 | 27 giugno 2025 | dal lunedì al venerdì | Lilli Gruber              | Lilli Gruber                    | Paolo Pagliaro | Luciano Fontana     |

### Otto e mezzo Estate
Prima della decima edizione (la prima ad includere il mese di giugno mantenendo la stessa conduzione), vennero trasmesse due edizioni estive del programma denominate Otto e mezzo Estate. Durante la prima edizione ci fu una pausa dal 3 al 28 agosto 2007.
| Ed. | Stagione televisiva | Prima puntata  | Ultima puntata    | Programmazione        | Conduzione         | Conduzione             | Il Punto       | Regia         |
| --- | ------------------- | -------------- | ----------------- | --------------------- | ------------------ | ---------------------- | -------------- | ------------- |
| 1ª  | 2007                | 29 maggio 2007 | 21 settembre 2007 | dal lunedì al venerdì | Alessandra Sardoni | Pietrangelo Buttafuoco | Lanfranco Pace | Massimo Manni |
| 2ª  | 2008                | 4 giugno 2008  | 30 giugno 2008    | dal lunedì al venerdì | Alessandra Sardoni | Lanfranco Pace         | Lanfranco Pace | Massimo Manni |

## Ascolti
La puntata più vista di sempre in termini di telespettatori risulta essere quella del 10 gennaio 2013 con 2 955 000 spettatori e uno share del 9,91%.
La puntata più vista di sempre in termini di share risulta essere invece quella del 12 giugno 2018 con 2 458 000 spettatori e uno share del 11,1%.
La stagione 2024/2025 si contraddistingue per ascolto sopra la media delle precedenti edizioni. Il 18 novembre 2024 il programma raggiunge 2.242.000 spettatori e il 10.4%. 
Di seguito i dati auditel medi delle prime diciotto edizioni di Otto e mezzo:
| Stagione televisiva | Telespettatori          | Share               | Fonte  |
| ------------------- | ----------------------- | ------------------- | ------ |
| 2002                | 396 000                 | 1,48%               |        |
| 2002-2003           | 445 000                 | 1,66%               |        |
| 2003-2004           | 501 000                 | 1,86%               |        |
| 2004-2005           | 562 000                 | 2,10%               |        |
| 2005-2006           | 632 000                 | 2,36%               |        |
| 2006-2007           | 711 000                 | 2,65%               |        |
| 2007-2008           | 799 000                 | 2,98%               |        |
| 2008-2009           | 919 000                 | 3,53%               |        |
| 2009-2010           | 1 494 000               | 5,38%               | [ 16 ] |
| 2010-2011           | 1 605 000               | 5,99%               |        |
| 2011-2012           | 1 774 000               | 6,25%               | [ 17 ] |
| 2012-2013           | 1 860 000               | 6,93%               | [ 18 ] |
| 2013-2014           | 1 620 000               | 5,88%               | [ 19 ] |
| 2014-2015           | 1 312 000               | 4,88%               | [ 19 ] |
| 2015-2016           | 1 374 000               | 5,25%               | [ 20 ] |
| 2016-2017           | 1 432 000               | 6,12%               | [ 21 ] |
| 2017-2018           | 1 534 000               | 6,44%               |        |
| 2018-2019           | 1 814 000               | 7,35%               |        |
| 2019-2020           | 2 084 000               | 7,56%               | [ 22 ] |
| 2020-2021           |                         |                     |        |
| 2021-2022           |                         |                     |        |
| 2022-2023           |                         |                     |        |
| 2023-2024           |                         |                     |        |
| 2024-2025           | 1.702.000 (al 25/10/24) | 8,27% (al 25/10/24) | [ 23 ] |